# Muzeul de Istorie Naturală din Marsilia
Muzeul de istorie naturală din Marsilia este un muzeu din Marsilia, unul dintre cele mai vizitate muzee de istorie naturală din Franța. A fost fondat în 1819 de Jean-Baptiste, marchiz de Montgrand, și de Christophe de Villeneuve-Bargemon, prefectul departamentului Bouches-du-Rhône. Este situat în Palais Longchamp, arondismentul 4 din Marsilia, fiind construit conform planurilor lui Henri-Jacques Espérandieu.

## Expoziții
Muzeul găzduiește 83.000 de exemplare zoologice, 200.000 de exemplare botanice, 81.000 de fosile și 8.000 de exemplare minerale. A fost vizitată de 103.543 de persoane în 2014:
Cele patru zone expoziționale sunt:
- Salle safari (faună mondială): secțiune care se concentrează pe importurile accidentale prin port.
- Salle de Provence (faună și floră regională): secțiunea referitoare la fauna și flora sălbatice din Provence.
- Salle d'ostéologie: anatomie comparată.
- Salle de préhistoire, sur l'évolution: preistorie și evoluție.

Muzeul organizează, de asemenea, conferințe și expoziții temporare. Cel mai cunoscut director al său a fost naturalistul Antoine-Fortuné Marion (1846–1900), aflat în funcție la sfârșitul secolului al XIX-lea.